# Alexander Petersson
Alexander Petersson, nato Aleksandrs Pētersons (Riga, 2 luglio 1980), è un ex pallamanista e allenatore di pallamano islandese con cittadinanza lettone.

## Palmarès

### Club

#### Titoli nazionali
- Handball-Bundesliga : 2

Rhein-Neckar Löwen: 2015-16, 2016-17
- DHB Pokal : 2

Rhein-Neckar Löwen: 2017-18, 2022-23
- DHB Supercup: 3

Rhein-Neckar Löwen: 2016, 2017, 2018
- Coppa d'Islanda: 1

Valur: 2023-24
- Campionato islandese: 1

Valur: 2024-25

#### Titoli internazionali
- EHF Cup/European League : 1

Rhein-Neckar Löwen: 2012-2013
- European Cup: 1

Valur: 2023-24

### Nazionale
- Olimpiadi

 Pechino 2008
- Europei

 Austria 2010